# Pouťová atrakce

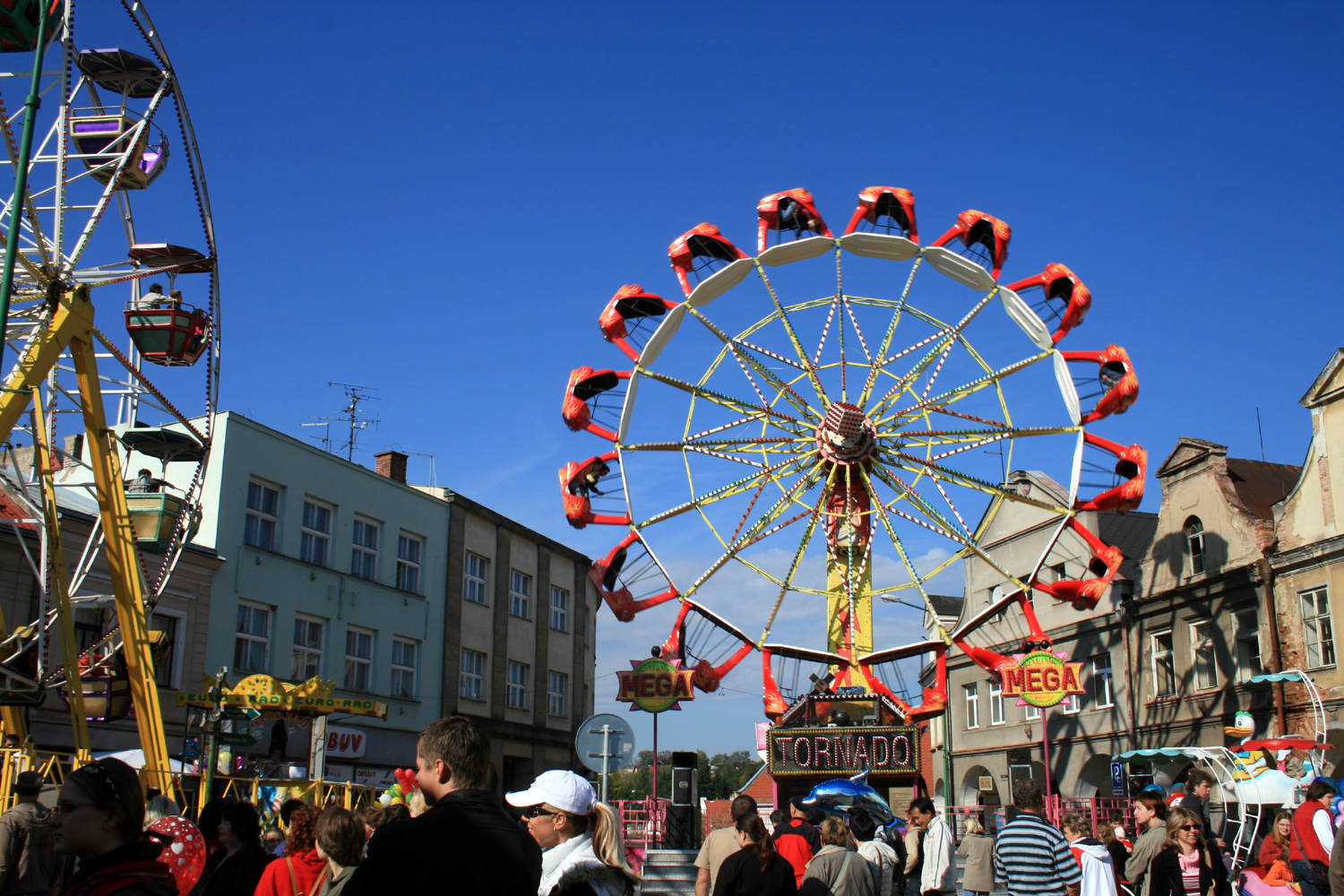
Pouťová atrakce na pouti na sv. Václava v Jaroměři, 2007.

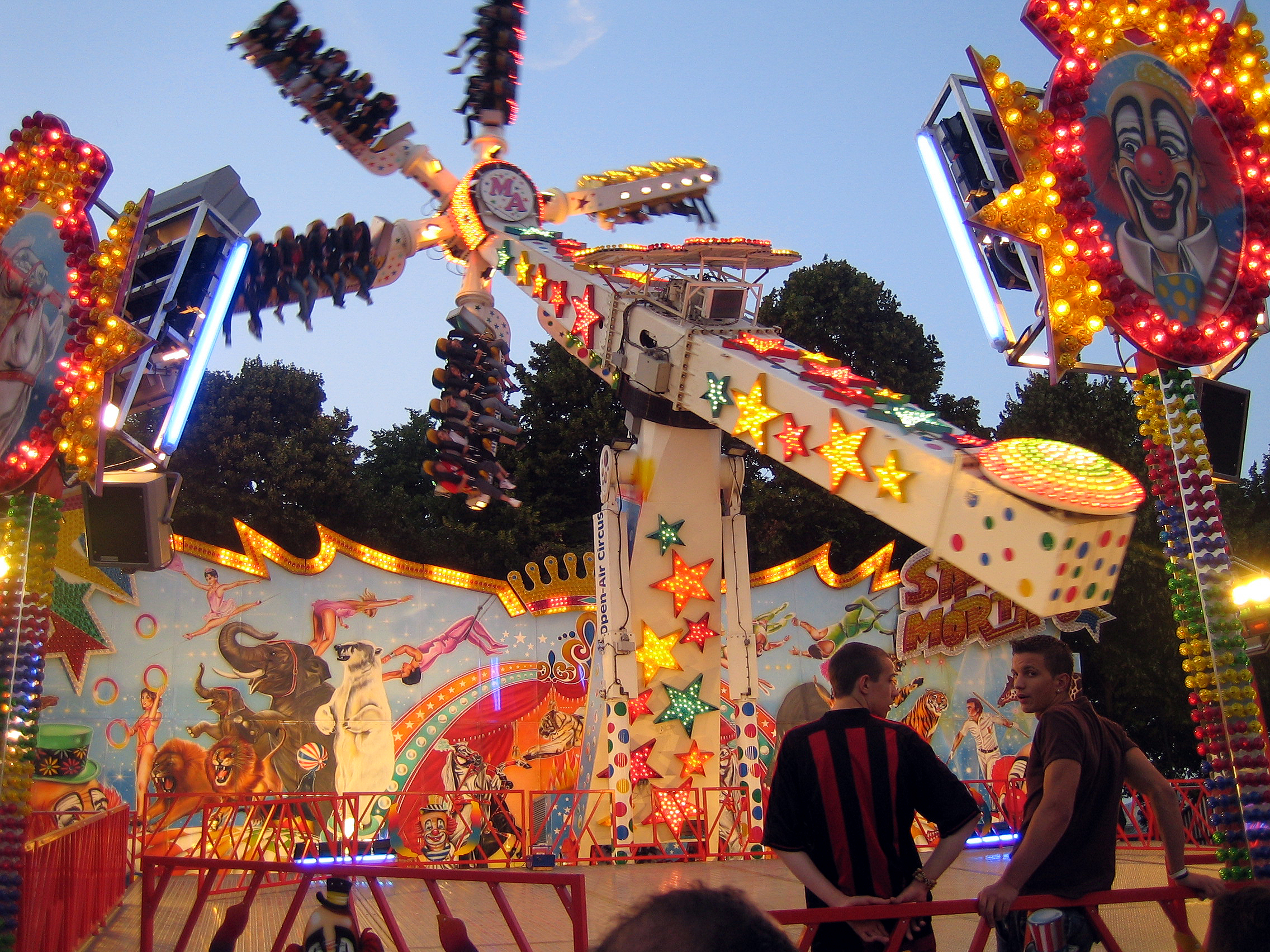
Pouťová atrakce.

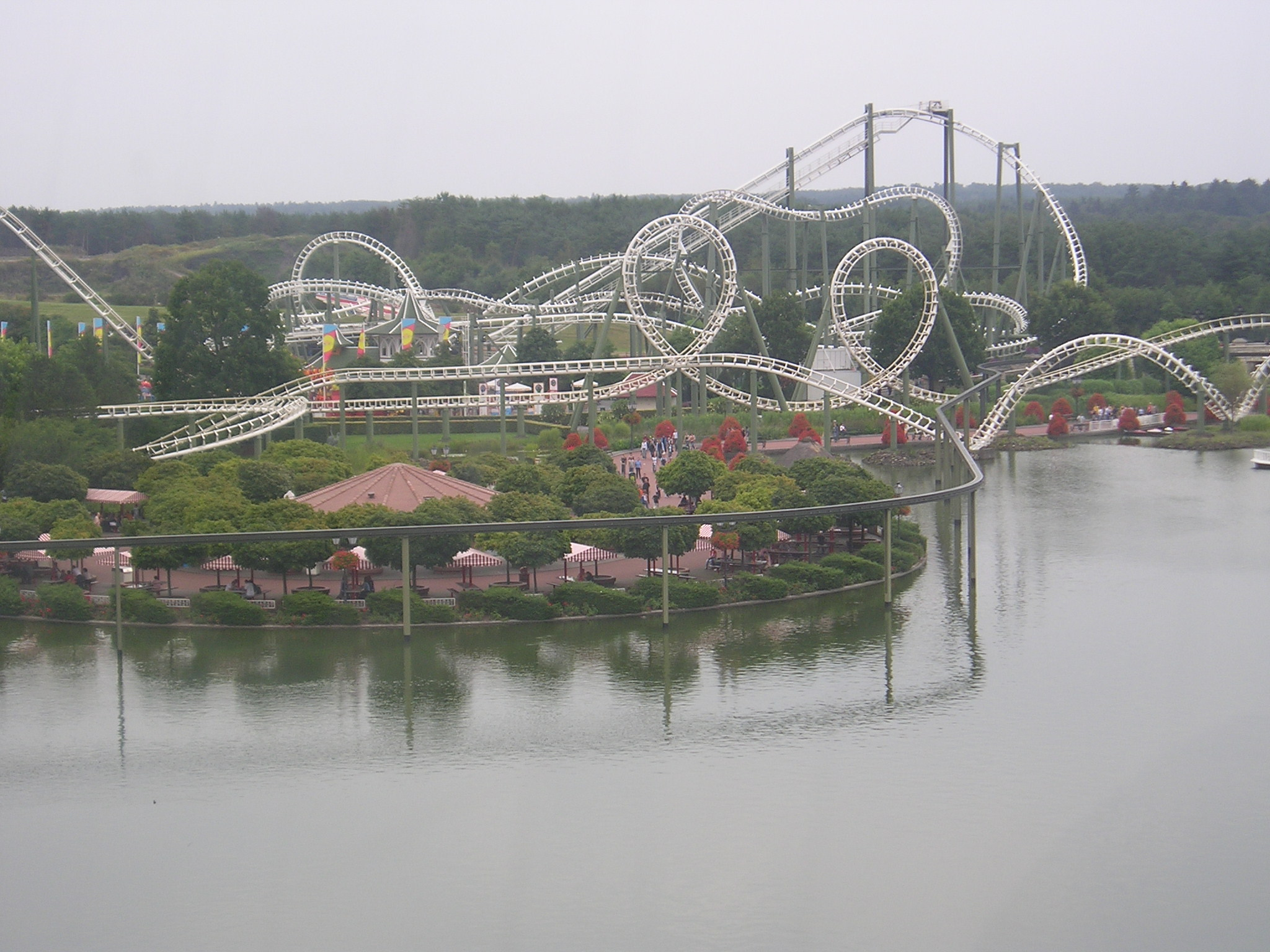
Horská dráha v zábavní parku ve městě Heide-Park (Dolní Sasko, Německo).

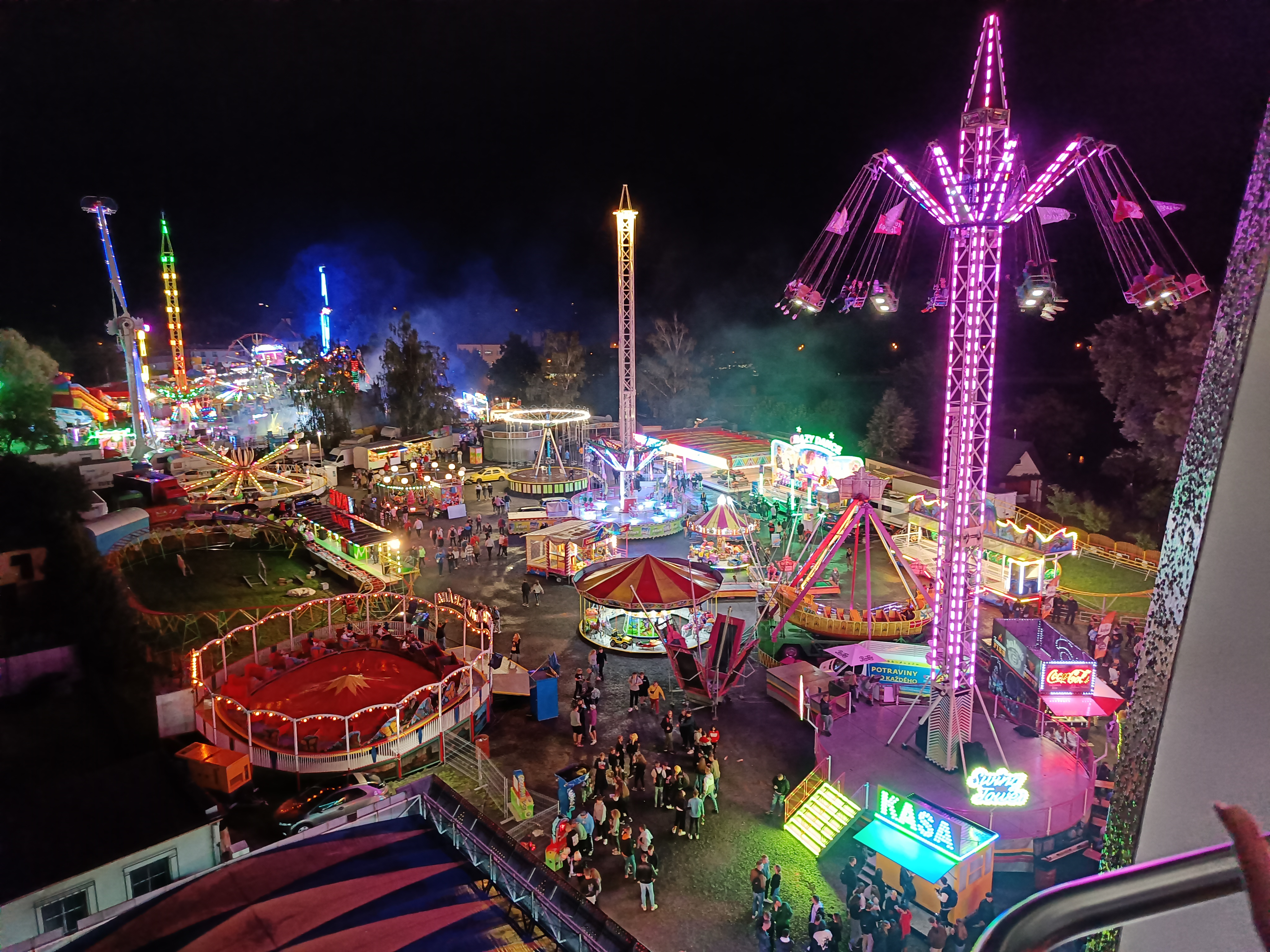
Pouťové atrakce v obci Kravaře

Pouťová atrakce je zpravidla technické zařízení sloužící k pobavení návštěvníků poutí a zábavních parků. Mezi nejznámější taková patří horská dráha, obří kolo či autodrom.

## Příklady pouťových atrakcí
- Autodrom
- Obří kolo
- Break Dance
- Lavice
- Dětská autíčka
- Dětská manéž
- Dětský vláček
- Horská spirálová dráha
- Houpačky
- Létající sloni
- Nafukovací skluzavka
- Řetízkové kolotoče
- Kamikaze
- Extreme
- Booster
- Centrifuga
- Loď, koráb
- Labutě, kačeři
- Skákací hrad
- snow jet
- sound machine
- draci
- bobová dráha
- lochneska
- volný pád
- dětský koutek
- aquazorbing
- simulátor
- twister
- zábavný dům
- strašidelný hrad
- jumping trampolíny
- superbowl

## Popis
Jedná se o technická zařízení určena k zábavě a pobavení. V dnešní době jsou populární výškové atrakce, které dosahují výšky až 135 metrů. Přetížení na pouťových atrakcích může být až 6G (toto není oficiální), mezi takové patří například Extazy. Modernější atrakce mají magnetické brzdy a jsou poháněny elektrickými motory. Některé z nich mají vzduchový zádržný systém a zabezpečují se tyčí umístěnou před osobou, tak aby se nedala otevřít.

## Historie
Historie atrakcí je ve světě velmi rozšířená a jsou i muzea lidové technické zábavy. U nás stále taková muzea chybí. V minulosti se jako pohon využívala koňská sila.

## Galerie - atrakce

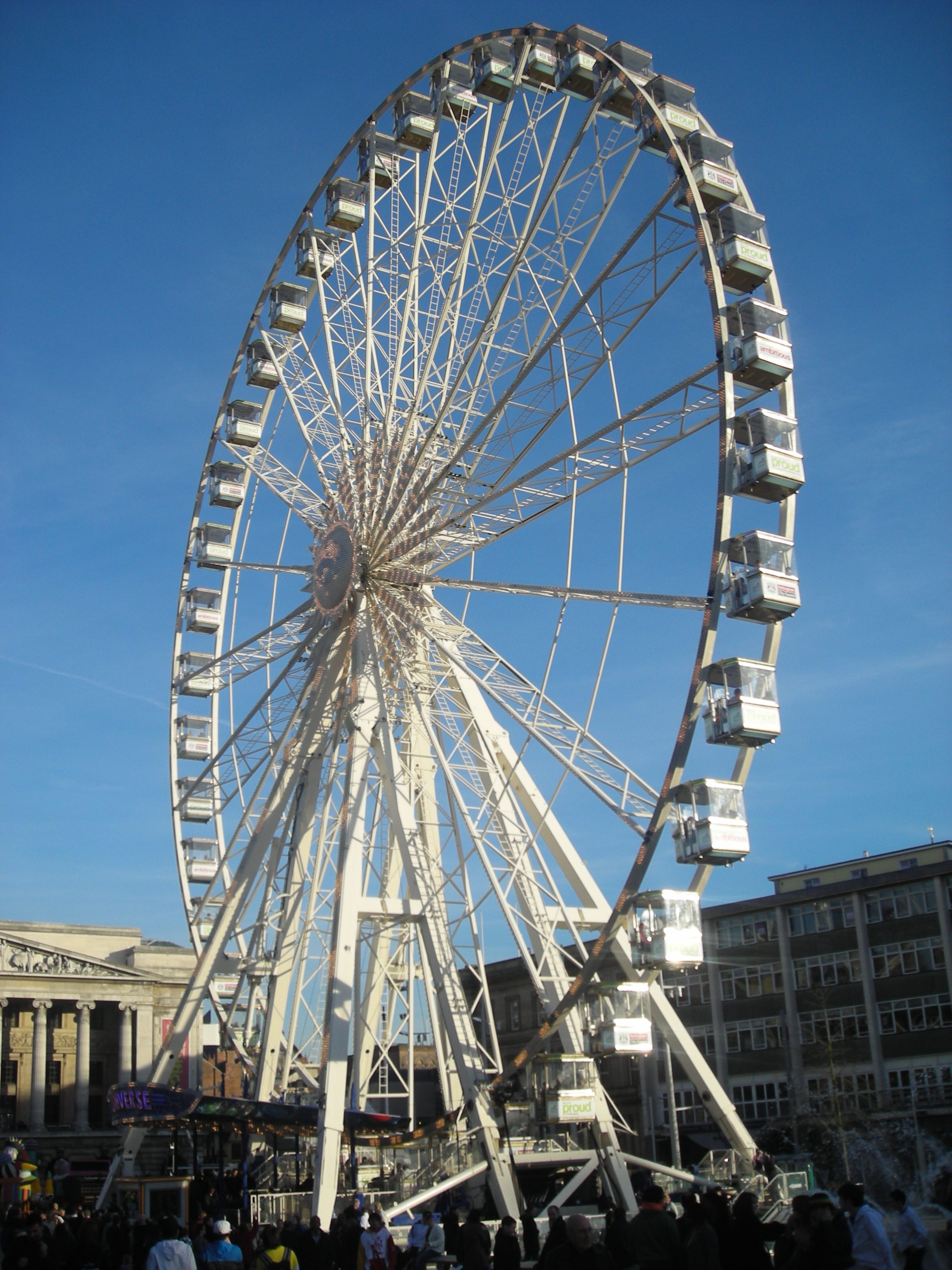
Ruské kolo
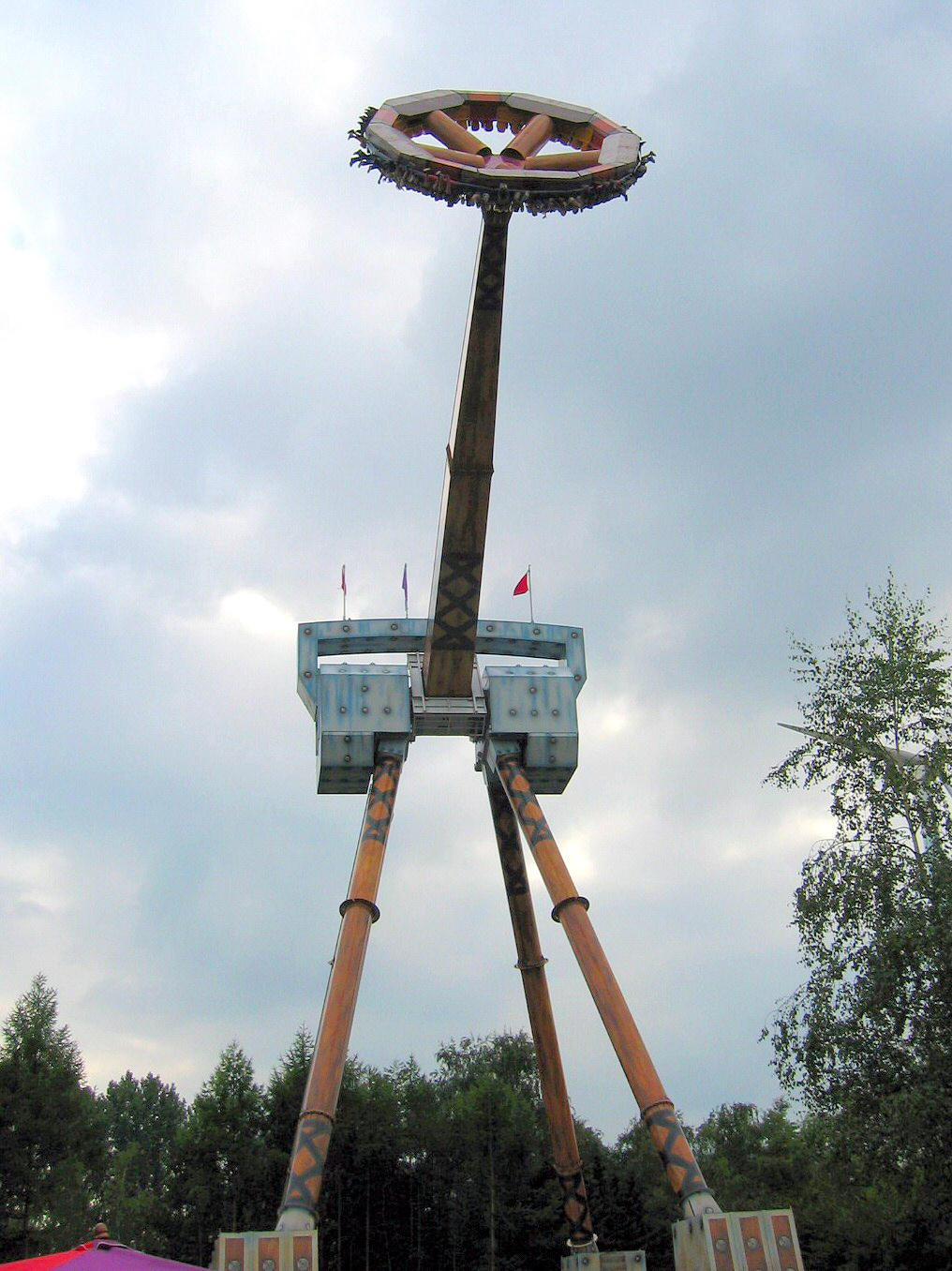
Kladivo